# Michael Santos (fotbollsspelare)
Michael Nicolás Santos Rosadilla, född 13 mars 1993 i Montevideo, är en uruguayansk fotbollsspelare som spelar för argentinska Vélez Sarsfield. Han har även representerat Uruguays landslag.

## Karriär
Den 14 september 2020 återvände Santos till Leganés på ett låneavtal över säsongen 2020/2021. I februari 2021 värvades Santos av Primera División de Argentina-klubben Talleres, där han skrev på ett treårskontrakt.
I augusti 2023 värvades Santos av mexikanska FC Juárez. I juli 2024 skrev han på ett tvåårskontrakt med argentinska Vélez Sarsfield.